# 薛尚功
薛尚功（?—?），字用敏，南宋錢塘（今杭州）人。
生平不詳。僅知其紹興年間為通直郎，官至僉書定江軍節度判官廳事。善古篆，好鐘鼎彝器。紹興十四年（1144）撰成《历代钟鼎彝器款识法帖》20卷。